# SpaceEngine
SpaceEngine（スペースエンジン、略称: SE）とは、ロシアの天文学者でプログラマのVladimir Romanyukによって開発されている独自の3D宇宙空間シミュレーションソフトウェアおよびゲームエンジンである。実際の天体データと科学的に正確な自動生成アルゴリズム（プロシージャル生成）を組み合わせて宇宙全体の3次元プラネタリウムを生成する。ユーザーは任意の方向と速度で空間内を移動したり、時間を進めたり巻き戻したりすることができる。Microsoft Windows上で動作するフリーウェアで、現行バージョンはベータ版である。
温度、質量、半径などの天体の特性は、HUDおよびその他の情報ウィンドウに表示される。ユーザーは、小さな小惑星や衛星から大きな銀河団に至るまで、Celestiaなどの他のシミュレータと同様に様々な天体を観測することができる。SpaceEngineには、ヒッパルコスカタログの恒星や、NGCやICカタログの銀河系、有名ないくつかの星雲、既知の系外惑星とその恒星系など、何千もの実在する天体が実際のデータに基づいて再現されている。観測されていない未知の領域には、天体がプロシージャルに生成される。

## 機能
SpaceEngineは地球を中心とした10億立方パーセクの空間を生成する。その内部には実際のデータに基いて再現された実在する天体と、プロシージャルに生成された天体（銀河系、恒星、惑星、衛星など）が含まれる。プロシージャル生成を利用することによって、他のシミュレータよりも遥かに巨大なスケールでの宇宙探索を体験することが可能となっている。

### 実在する天体
SpaceEngineで再現されている実在する天体は、太陽系はもちろん、有名な星雲や星団、恒星、NGCやICカタログなどの銀河系、ヒッパルコスカタログの恒星などがある。

### 自動生成（プロシージャル生成）される天体
SpaceEngineは以下の天体をプロシージャルに生成する：
- 惑星系とそれを構成する様々な種類の惑星、小惑星、および彗星
- 連星系
- 自由浮遊惑星
- 星雲と球状星団・散開星団
- 白色矮星を含む超新星残骸、中性子星、ブラックホール
- 渦巻銀河、楕円銀河、不規則銀河（それぞれの銀河系の中心には超大質量ブラックホールが生成される）

地球型惑星の表面の地形は、フラクタルノイズに基づくアルゴリズムを用いて生成される。
すべてが同じシードに基づいており、プログラムが実行されるすべてのコンピュータで同じシミュレートが成されているので、ユーザー間で場所を共有することができる。

### 物理
SpaceEngineの宇宙船モード（ベータ版）では、慣性、重力井戸、および大気圏内の航空力学をシミュレートしている。
FTL航法は現実には不可能とされているが、SpaceEngineはアルクビエレ・ドライブに基いてワープ・ドライブを実装している。
赤方偏移する銀河、ブラックホールによって引き起こされる重力赤方偏移、およびワープ・ドライブによって生じる理論的な赤方偏移などの領域では、光の速度に対する相対論的効果がシミュレートされる。

## ナビゲーション
キーボード（WASDキー）とマウスを使用して宇宙空間を移動することができる。クリックで天体を選択することが出来、その状態でGキーを押すとその天体へ移動することができる。天体は検索ウィンドウ（F3キー）で調べて選択することもできる。
カメラ制御には異なる3つのモードがあり、フリーモードではカメラは慣性を無視し自由に移動する。設定できる最大移動速度は秒速1億パーセク。宇宙船モードおよび航空機モードでは慣性が働き、ユーザーは速度ではなく加速度を設定する。航空機モードではカメラは進行方向に向くが宇宙船モードではその限りでない。
ユーザーはゲーム内で進行する時間を加速・減速・停止・逆行させたり、特定の時間に移動することができる。ただし、入力ウィンドウでは、-2,147,483,648年1月1日から2,147,483,648年12月31日までの日付しか受け付けられない。これらの限界を超えると、物理は正常に動作するが、データオーバーフローのためカレンダー表示がループする。
すべてのキーボードショートカットは設定でカスタマイズできる。

### ウィキとロケーション
SpaceEngineには、すべての天体に関する詳細情報を提供するウィキデータベースが組み込まれており、プレイヤーは名前と説明を作成することができる。また、任意の時間と場所を保存しロードするとそこから再開できるローケーションデータベースも有する。

## 制限事項
星系を構成する天体は公転・自転し、連星系はお互いの重心を周回するが、恒星の正しい運動はシミュレートされず、銀河系は固定された位置にあり回転しない。
ボイジャー2号のような現実世界の宇宙船のほとんどはSpaceEngineに実装されていない。
また、星間吸収もSpaceEngineではモデル化されていない。

## 開発
SpaceEngineの開発は2005年に始まり、2010年6月に初公開された。このソフトはC++で書かれており、エンジンはOpenGLをグラフィックAPIとして使用し、GLSLで記述されたシェーダを使用している。
公式の最新バージョンは0.9.9.0である。
新バージョンの開発が進むにつれてVladimir Romanyukは開発状況を定期的に公表している。プラネタリウムソフトウェアを拡張して完成させることに加えて、エンジンを使用してゲームを作成し最終的に他の開発者にエンジンのライセンスを供与する意向を表明している。
SpaceEngineは現在、Windowsのみで動作するが、将来的にはMac OSとLinuxにも対応する計画がある。

### アドオン
SpaceEngineは簡単に変更可能で、様々なアドオンをサポートしている。コミュニティでは、高解像度テクスチャ、ローカライゼーションファイル、宇宙船のモデル、銀河系のモデル、シェーダー、レンズフレア効果、架空の惑星など、多くのアドオンが作成されている。ほどんどのアドオンは公式ウェブサイトのフォーラムに掲載されている。アドオンの作り方は公式サイトのマニュアルに記載されている。